# Mord, herr talman!
Mord, herr talman!, utgiven 1975 är den femte i en serie kriminalromaner av Bo Balderson (pseudonym). Ett svenskt statsråd, "Statsrådet" som har sexton barn, ägnar sig åt att lösa mordmysterier med hjälp av sin svåger, adjunkt Vilhelm Persson.
Romanen utspelar sig i det fiktiva samhället Mellanstad i Mälardalen. Statsrådet och hans svåger är egentligen där för att köpa hus men dras in i ännu en mordgåta.

## Rollgalleri
- Statsrådet, justitieminister och sextonbarnsfar
- Margareta, Statsrådets maka
- Vilhelm Persson, adjunkt, svåger till statsrådet, berättare
- Johan Åkerblom, tredje vice talman
- Gustav Wallman, f d poliskommissarie, rullstolsburen
- Elvira Elmgren, hushållerska hos kommissarie Wallman
- Hubert Hallander, kyrkoherde, make till Harriet
- Harriet Hallander, maka till Hubert
- Michael Körmendi, läkare, hudspecialist, ungersk flykting
- Nisse Nord, författare, frisksportare
- Fru Silfverlod, friherrinna, ägare till Silfverhus
- Maude Silfverlod, dotter till friherrinnan.